# Püttlingen
Püttlingen je město v jižním Sársku, ležící severozápadně od města Saarbrücken a severně od města Völklingen.

## Obyvatelstvo
- 1998 - 20.822
- 1999 - 20.679
- 2000 - 20.682
- 2001 - 20.693
- 2002 - 20.853
- 2003 - 20.956
- 2004 - 20.887
- 2005 - 20.765
- 2006 - 20.552

## Partnerská města
- Ber, Mali, 1990
- Créhange, Francie, 1970
- Fresagrandinaria, Itálie
- Nowa Sól, Polsko
- Saint-Michel-sur-Orge, Francie
- Senftenberg, Německo, 1989
- Žamberk, Česko